# Nahua

Liczba osób posługujących się językami nahuatl na terenie poszczególnych stanów Meksyku

Nahua (wym. ['naːwa]) – grupa autochtonicznych ludów Ameryki Północnej, posługujących się różnymi odmianami języka nahuatl.  

## Historia
Przodkowie dzisiejszych Nahua przybyli z północy na Wyżynę Meksykańską około V w. n.e. Grupa ta obejmowała w przeszłości takie ludy jak Toltekowie, Chichimekowie, Aztekowie, Tepanekowie, Tlaxcallanie i in. Na początku XVI w. zamieszkiwały one tereny dzisiejszego Meksyku, Gwatemali, Salwadoru i Nikaragui, a nawet Panamy. Po konkwiście w większości porzucały one swój język, przechodząc stopniowo na hiszpański.

### System polityczno-społeczny
Nahua przed podbojem hiszpańskim, w okresie postklasycznym Mezoameryki, zorganizowani byli w jednostki polityczne zwane altepetl (w nahuatl: "woda-góra"), zwykle tłumaczone na języki europejskie jako "miasta-państwa". Na czele każdego altepetl stał monarcha noszący nazwę tlahtoani ("mówca"), wybierany przez dostojników spośród królewskiej linii rodowej. Sprawował on władzę despotyczną nad danym miejskim królestwem, np. Tenochtitlan, Tetzcoco czy Azcapotzalco. Posiadał przywileje, takie jak kamienny pałac, harem, służbę pałacową, królewskie odzienie, był łącznikiem z bóstwami i sprawował funkcje kapłańskie. Królowie noszeni byli na lektykach. Wśród elit Nahua panowała poligamia, jednak arystokraci posiadali główną, oficjalną małżonkę. Najczęściej pochodziły one z innych rodzin monarszych panujących w sąsiednich altepemeh. Klan królewski, z którego pochodził monarcha, składał się na warstwę możnych, zwaną pilli. Ziemie arystokracji były dziedziczone, a ich uprawą zajmowała się warstwa służebna rolników zwanych mayeque. Arystokraci byli zwolnieni z podatków, jednak mieli obowiązek służyć w armii. Poniżej pilli stała warstwa macehualli, która była bardzo zróżnicowana pod względem majątku i pozycji. Składali się na nią kupcy, którzy podzieleni byli na autonomiczne gildie i nadzorowali miejski targ, nad którym kontrolę najwyższą sprawował władca danego miasta-państwa. W skład macehualli wchodzili również rzemieślnicy, jak złotnicy czy wytwórcy ozdób z piór. Zdaniem kronikarza Zority, rzemieślnicy zwolnieni byli z obowiązku obrabiania pól, a podatek płacili w produktach swojej pracy. Rzemieślnicy być może też byli zorganizowani w gildie.
W prekolumbijskiej Mezoameryce istniało kilka grup etnicznych wchodzących w skład Nahua, które zajmowały różne obszary na terenie Wyżyny Meksykańskiej.

## Ludy Nahua obecnie
| Region             | Ogółem    | Procentowo |
| ------------------ | --------- | ---------- |
| Dystrykt Federalny | 37.450    | 0,44%      |
| Guerrero           | 136.681   | 4,44%      |
| Hidalgo            | 221.684   | 9,92%      |
| Meksyk (stan)      | 55.802    | 0,43%      |
| Morelos            | 18.656    | 1,20%      |
| Oaxaca             | 10.979    | 0,32%      |
| Puebla             | 416.968   | 8,21%      |
| San Luis Potosí    | 138.523   | 6,02%      |
| Tlaxcala           | 23.737    | 2,47%      |
| Veracruz           | 338.324   | 4,90%      |
| Reszta Meksyku     | 50.132    | 0,10%      |
| Łącznie:           | 1.448.937 | 1,49%      |

Największa liczna osób posługujących się językiem nahuatl zamieszkuje w meksykańskich stanach Puebla, Veracruz, Hidalgo, Guerrero oraz San Luis Potosí. Poza Meksykiem istnieje jedynie niewielka enklawa w Salwadorze, tzw. Pipilowie.
Rząd meksykański gromadzi dane statystyczne dotyczące jedynie języka, a nie przynależności etnicznej. Tak więc w statystykach nie figurują Indianie, którzy mówią wyłącznie po hiszpańsku.
Nahua stanowią największą grupę rdzennej ludności w Meksyku, koncentrując się na peryferiach dawnego imperium azteckiego. Skupiają się na północy i południu Sierra de Puebla oraz w Morelos i Guerrero . 
W stanach Morelos i Guerreros ludność autochtoniczna Nahua żyje w rozproszeniu. Inaczej sytuacja przedstawia się w Sierra de Pueblo. Przedstawiciele grupy etnicznej Nahua w północnej  Sierra de Pueblo mieszkają w stanie Hidalgo, a także w Jalapa na terenie Veracruz. Na południu Sierra de Pueblo ludność Nahua żyje z kolei w górach środkowo-zachodniego Veracruz, na południu od Coatepec, także w pewnych gminach stanu Puebla i Oaxaki. Najbardziej zaludniony przez tę rdzenną ludność obszar w tym regionie to granica między stanami Veracruz i Puebla, wzdłuż Río Tonto oraz obszar Sierra de Zongolica, na południe od miejscowości Orizaba i Córdoba. 